# Кен (кукла)
Кен (англ. Ken) — игрушка от американской компании Mattel, парень куклы Барби. Появился в 1961 году (Барби — в 1959 году). Назвали его так же, как сына Рут Хэндлер (соосновательницы Mattel). Полное имя — Кен Карсон.
В первой версии (1961 года) Кен имел рост 12 дюймов (30 см) и был подстрижен очень коротким ёжиком. По описанию журнала U.S. News and World Report, в оригинальной версии Кен был «тощим ботаником в красных штанах», со временем же (по состоянию на 2001 год, то есть год выхода журнала) превратился в качка.
В 2004 году Кен был выведен из ассортимента, но в 2006 году состоялось его возвращение, обусловленное потребительским спросом.
Когда в конце 1990-х годов был основан Национальный зал славы игрушек в американском Салеме, Барби была включена в него в первой партии, а Кен нет. Узнав об отсутствии среди включённых Кена и Мистера Картофельной головы, студенты из находящегося неподалёку Вилламетского университета устроили протестную акцию, нарядившись в костюмы своих любимых героев. Но в следующей, объявленной в ноябре 1999 года, партии принятых Кена и Мистера Картофельной головы опять не оказалось.
В фильме 2023 года роль Кена сыграл Райан Гослинг, образ которого спровоцировал возникновение огромного количества интернет-мемов. Сам персонаж Гослинга в фильме исполнил песню "I'm just Ken", тоже ставшую мемом, которая ссылалась на тот факт, что Кен находится в тени славы своей девушки Барби. На то же ссылался и слоган фильма "Она - это всё, он - просто Кен".